# Denny Herzig
Denny Herzig (* 13. November 1984 in Pößneck) ist ein ehemaliger  deutscher Fußballspieler.

## Karriere
Herzig stammt aus der Jugend des FC Carl Zeiss Jena, von der er nach seinem Realschulabschluss 2001 gemeinsam mit seinem älteren Bruder Nico in die Nachwuchsabteilung des englischen Zweitligisten FC Wimbledon wechselte. Nachdem Herzig eineinhalb Jahre für den FC Blackpool gespielt hatte, kehrte er 2004 mit seinem Bruder nach Deutschland zurück und schloss sich dem Zweitligisten Wacker Burghausen an.
Von 2006 bis Juni 2009 spielte er beim Regionalligisten SV Elversberg. In der Spielzeit 2009/10 war er Mannschaftskapitän bei Rot-Weiss Essen. Nach dessen Insolvenz unterschrieb er zur Saison 2010/11 einen Einjahresvertrag beim Drittligisten Dynamo Dresden. Nachdem sein Vertrag bei den Elbestädtern nicht verlängert worden war, wechselte Herzig zur Saison 2011/12 zum Regionalligisten Eintracht Trier. Sein Vertrag lief im Sommer 2012 aus; danach hielt er sich zunächst beim FC Carl Zeiss Jena fit. Es folgten Engagements beim Regionalligisten SV Seligenporten sowie beim Bayernligisten FC Pipinsried. Im Jahr 2014 begann Herzig eine Ausbildung bei der Polizei, was auch ein Grund für den Wechsel nach Pipinsried war. Mit dem FC Pipinsried stieg Herzig 2017 in die Regionalliga auf und spielte dort noch eine Saison.